# Bivacco Luigi Ravelli (Valsesia)
Il bivacco don Luigi Ravelli è un bivacco situato nel comune di Alagna Valsesia (Vc), in Valsesia, nelle Alpi Pennine, a 2504 m s.l.m.. Il bivacco è principalmente utilizzato dagli alpinisti che intendono affrontare la cresta N-NO al Corno bianco ed è uno dei tre punti di pernottamento dell'Alta Via Tullio Vidoni.

## Storia
È stato costruito, su iniziativa della sezione di Varallo del CAI, in località Laghetto di Terrafrancia, in Val d'Otro, nel 1964 per ricordare la figura di don Luigi Ravelli, sacerdote e alpinista, autore di una nota guida alpinistica e storica della Valsesia.
In precedenza la stessa sezione CAI aveva già manifestato il desiderio di costruire un punto d'appoggio in Val d'Otro per rendere più agevole l'accesso alla cima del Corno Bianco. L'iniziativa per la costruzione di un rifugio presso i laghi Tailli naufragò però a causa dello scoppio della seconda guerra mondiale e non ebbero seguito neppure i successivi tentativi di acquisire una baita negli alpeggi di Granus o Tailli per attrezzarla a rifugio.

## Caratteristiche e informazioni
La struttura del bivacco (incustodito e aperto tutto l'anno), dalla tipica forma a botte in legno rivestito di lamiera zincata (in anni recenti dipinto di giallo per ragioni di visibilità), dispone di 12 posti in cuccette con materassini e coperte; sono a disposizione fornelletto a gas, pentole e armadietto di pronto soccorso; non c'è legna nelle vicinanze; l'acqua è quella del vicino laghetto.

## Accessi
Il bivacco è raggiungibile da Alagna (segnavia 3), passando per le frazioni di Otro e per l'alpe Pianmisura, in circa 4 ore.

## Ascensioni
- Corno Bianco (m 3320) per la cresta Est, attraverso il colle Tailli (m 2719) e il passo della Pioda.
- Corno Bianco per la cresta Nord, attraverso le punte dell'Uomo Storto (m 3014) e di Netscho (m 3280).
- Punta Straling (m 3115).

## Traversate
È situato lungo il percorso dell'Alta Via Tullio Vidoni.
- Bivacco Gastaldi (m 2560), presso i laghetti di Netscho, nella valle del Lys per il passo dell'Uomo Storto (m 2870).
- Rifugio abate Antonio Carestia (m. 2201), in Val Vogna, per il colle Tailli e il passo delle Pisse (m 2590).